# Gesetz zur Förderung der Stabilität und des Wachstums der Wirtschaft
Das Gesetz zur Förderung der Stabilität und des Wachstums der Wirtschaft (StabG) vom 8. Juni 1967, nichtamtlich auch Stabilitäts- und Wachstumsgesetz oder nur Stabilitätsgesetz, konkretisiert das Staatsziel des Gesamtwirtschaftlichen Gleichgewichts aus Art. 109 Abs. 2 GG. Es definiert politische Instrumente, mit denen diese Ziele erreicht werden sollen. Seither wurden mehrfach erfolglos Vorschläge für grundlegende Reformen des Gesetzes und für eine Neuausrichtung der Ziele vorgebracht.

## Geschichte

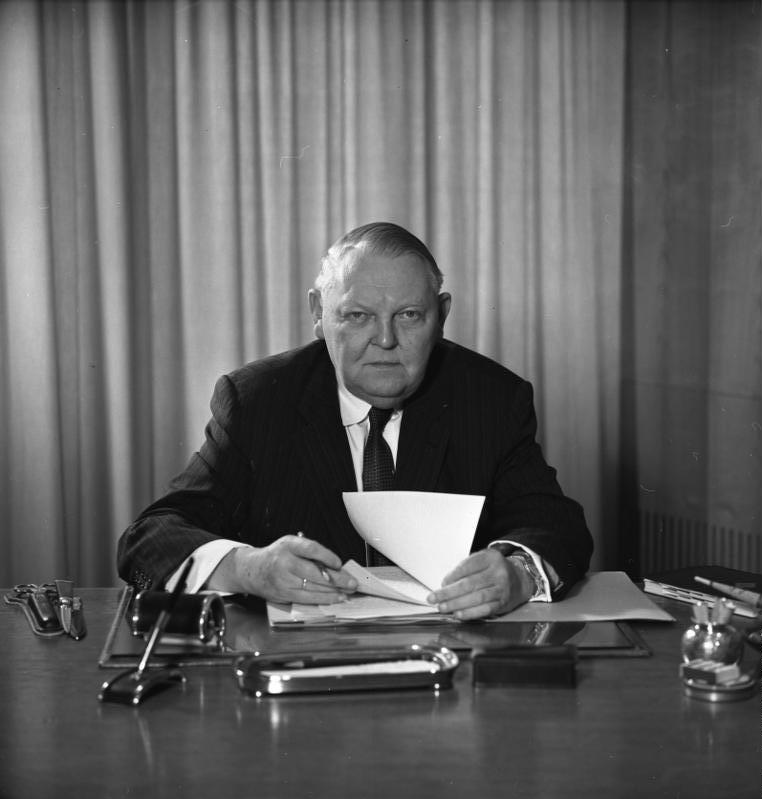
Ludwig Erhard als Wirtschaftsminister, 1963

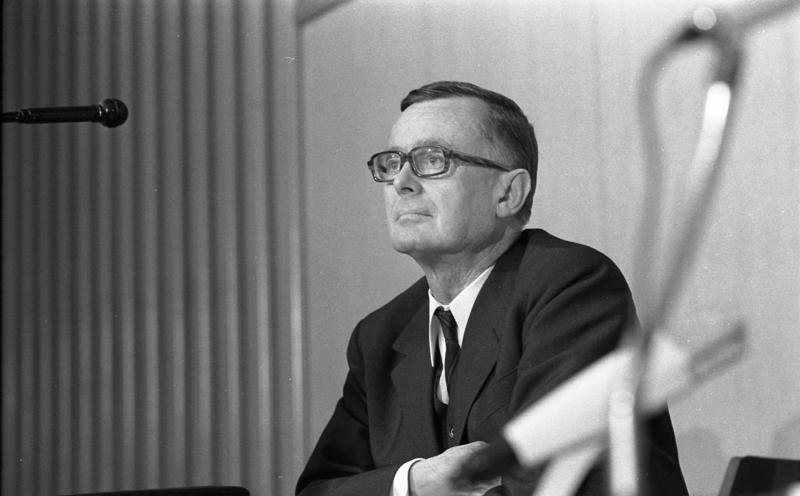
Karl Schiller, 1969

Die Regierungszeit der Bundeskanzler Konrad Adenauer (1949–1963) und Ludwig Erhard (1963–1966) war von einem langanhaltenden Wirtschaftsaufschwung (auch „Wirtschaftswunder“ genannt) geprägt. Ab Ende der 1950er Jahre herrschte Vollbeschäftigung und es gab Wachstumsraten von über vier Prozent.
1966/67 stagnierte zum ersten Mal nach der Währungsreform 1948 das Bruttoinlandsprodukt. Die Arbeitslosenquote stieg aus dem Zustand der Vollbeschäftigung auf über 2 Prozent. Am 1. Dezember 1966 trat die Regierung Kiesinger, eine große Koalition, ihr Amt an. Eine Leitfigur der deutschen Wirtschaftspolitik wurde der neue Wirtschaftsminister Karl Schiller (SPD), dessen keynesianisches Denken die ordoliberale Ära des früheren Wirtschaftsministers und Bundeskanzlers Ludwig Erhard ablöste (siehe auch Keynesianismus in Deutschland).
Die Bezeichnung Stabilität im Namen des Gesetzes bezieht sich darauf, dass ein gleichmäßiges Wirtschaftswachstum ohne größere Konjunkturschwankungen erzielt werden soll. Hierin kommt das in den 1960er Jahren die wirtschaftspolitische Diskussion beherrschende Gedankengut der Globalsteuerung zum Ausdruck, dem zufolge der Staat in der Lage ist, durch den Einsatz wirtschaftspolitischer Instrumente konjunkturelle Schwankungen auszugleichen. Die systematische Beeinflussung der genannten volkswirtschaftlichen Zielgrößen sollte die Wirtschaftspolitik in Richtung einer an John Maynard Keynes orientierten Prozesspolitik verlagern.
Seither wurden mehrfach erfolglos Vorschläge für grundlegende Reformen des Gesetzes und für eine Neuausrichtung der Ziele vorgebracht, siehe Abschnitt #Kritik am Stabilitätsgesetz.
Durch die Einführung des Europäischen Binnenmarkts und den Stabilitäts- und Wachstumspakt der Europäischen Wirtschafts- und Währungsunion hat das deutsche Gesetz an Bedeutung verloren. Der Vertrag über die Arbeitsweise der Europäischen Union enthält in Art. 119 das Ziel, „stabile Preise, gesunde öffentliche Finanzen und monetäre Rahmenbedingungen sowie eine dauerhaft finanzierbare Zahlungsbilanz“ zu gewährleisten. Laut Art. 3 des EU-Vertrags wirkt sie „auf die nachhaltige Entwicklung Europas auf der Grundlage eines ausgewogenen Wirtschaftswachstums und von Preisstabilität, eine in hohem Maße wettbewerbsfähige soziale Marktwirtschaft, die auf Vollbeschäftigung und sozialen Fortschritt abzielt, sowie ein hohes Maß an Umweltschutz und Verbesserung der Umweltqualität hin.“

## Inhalt

Magisches Viereck der Wirtschaftspolitik

In seinem Paragraph 1 bestimmt es gesamtwirtschaftliche Ziele, die öffentliche Haushalte in Deutschland bei ihren Entscheidungen beachten sollen:
- Preisniveaustabilität
- hoher Beschäftigungsstand
- außenwirtschaftliches Gleichgewicht
- stetiges und angemessenes Wirtschaftswachstum

Diese Ziele sind bekannt als magisches Viereck der Wirtschaftspolitik. Für jedes dieser wirtschaftspolitischen Ziele können Indikatoren festgelegt werden.

## Instrumente des StabG
Als Instrumente zur Reaktion auf konjunkturelle Schwankungen wurden mit dem StabG eingeführt:
- die Konjunkturausgleichsrücklage: mit ihr wird in Zeiten der Hochkonjunktur ein Teil der Steuereinnahmen stillgelegt; in Rezessionsphasen werden diese Rücklagen aufgelöst und für Nachfrageprogramme verwendet;
- der Konjunkturzuschlag: In Zeiten der Hochkonjunktur werden die Steuern vorübergehend erhöht und in Rezessionsphasen werden diese Gelder an die Steuerzahler rückerstattet.

Außerdem wurde die mittelfristige Finanzplanung eingeführt und der Finanzplanungsrat, in dem Bund, Länder und Gemeinden ihre Ausgabenpläne aufeinander abstimmen.
In der konzertierten Aktion besprachen Regierung, Gewerkschaften, Arbeitgeberverbände, Sachverständigenrat und Bundesbank wirtschaftspolitische Themen und versuchten zu Konsenslösungen zu kommen. Die konzertierte Aktion scheiterte Ende der siebziger Jahre am Streit über die betriebliche Mitbestimmung.
Ein weiteres auf dem Stabilitätsgesetz basierendes Koordinationsinstrument ist der Konjunkturrat mit Vertretern von Bund, Ländern und Gemeinden.

## Kritik am Stabilitätsgesetz
Seit der Verabschiedung des Stabilitätsgesetzes wurden die dort definierten gesamtwirtschaftlichen Ziele der Bundesrepublik Deutschland und die Wirkung des Gesetzes kritisiert und kontrovers diskutiert. Im Kontext der Debatte wurden unter anderem Reformvorschläge angebracht oder die Ablösung des Gesetzes durch neue Gesetze gefordert. Uneinigkeit zwischen Reformbefürwortern und -kritikern herrscht insbesondere in den folgenden Themen:
- Ziele und Zielgewichtung des StabG
- Zielkonflikte
- Indikatorensystem
- Koordinierungsverfahren und -institutionen

Eine weitere fundamentale Kritik an der Wirksamkeit und damit Sinnhaftigkeit des StabG ergibt sich außerdem aus der Einführung des Europäischen Binnenmarkts und dem Stabilitäts- und Wachstumspakt der Europäischen Wirtschafts- und Währungsunion. Durch diese Einführungen hat das deutsche Gesetz wesentlich an Bedeutung verloren.

### Diskussion um Ziele und Zielgewichtung
Eine Ursache für die Uneinigkeit über die Ziele, die das StabG verfolgen soll, ist die Uneinigkeit über dessen Intention.
Reformkritiker sehen das StabG als Notfallinstrument für konjunkturelle Schwankungen. Das Gesetz soll folglich einen Handlungsrahmen für einen Teilbereich der Konjunkturpolitik schaffen, indem schnelle konjunkturpolitische Maßnahmen möglich sind. Das Gesetz soll es ermöglichen die Zeitspanne zwischen der politischen Entscheidung und dem Inkrafttreten der Maßnahme zu verkürzen, um schneller agieren zu können. Die Stabilisierung der Konjunktur sei auf Schnelligkeit angewiesen. Die Umsetzung wirtschaftspolitischer Maßnahmen im Rahmen regulärer Gesetzgebungsverfahren würde jedoch mehrere Monate in Anspruch nehmen.
Nach dem Verständnis der Reformkritiker erhebt das Gesetz dementsprechend keinen Anspruch auf eine umfassende und vollständige Definition aller Ziele des gesamten wirtschaftspolitischen Handelns. Die definierten Ziele würden sich nur auf einen Teilbereich der makroökonomischen Konjunkturpolitik beziehen und der Fokus des StabG auf seiner Funktion als beschleunigtes Umsetzungsverfahren liegen.
Für Reformbefürworter nimmt das Gesetz eine zentrale Rolle im Kontext des wirtschaftspolitischen Denkens und Handelns ein. Es definiert den gesamtwirtschaftlichen Zielkatalog und gibt dadurch den Rahmen für die Debatte über und die Bewertung von wirtschaftspolitischen Handlungen durch Öffentlichkeit, Experten und Politiker vor. Außerdem sieht das StabG per Gesetzestext eine Gleichzeitigkeit der Zielerreichung vor. Diese Gleichzeitigkeit wird aus Sicht der Reformbefürworter durch den Fokus auf das Wachstumsziel nicht erreicht. Auch führe diese Gewichtung dazu, dass in der Debatte das Wachstumsziel in den Vordergrund tritt, während gleichrangige soziale und ökologische Ziele zurücktreten würde, sodass wirtschaftspolitische Entscheidungen primär unter Wachstumsaspekten bewertet werden würden. Eine wachstumsfixierte Wirtschaftspolitik führe jedoch zu der Ausbeutung und Zerstörung der natürlichen Ressourcen und damit der wirtschaftlichen Grundlage.
Reformbefürworter sehen in dem Gesetz folglich weniger ein Instrument für Konjunkturpolitik, sondern viel mehr eine Zieldefinition für wirtschaftspolitisches Handeln. Bestärkt werden sie in ihrer Sichtweise noch durch die Tatsache, dass die im Gesetz festgehaltenen Instrumente in Form von Konjunkturmaßnahmen bereits seit Mitte der 1970er Jahre Anwendung keine Anwendung mehr fanden, obwohl es zu weiteren Rezessionen kam.
Auf Basis dieser Sichtweise fordern die Reformbefürworter die Ausweitung der im StabG formulierten Ziele oder eine Neudefinition der Ziele, die auf dem Drei-Säulen-Modell der Nachhaltigkeit aufbauend, auch die Ziele ökologischer und sozialer Nachhaltigkeit umfasst. Zielvorschläge der Befürworter sind unter anderem:
- Bewahrung oder Wiederherstellung der ökologischen Grundlagen des Wirtschaftens (ökologisches Gleichgewicht), Erwerbsarbeit für alle bei gleicher Teilhabe von Frauen und Männern, Preisniveaustabilisierung, außenwirtschaftliches Gleichgewicht, gleichmäßigere Einkommens- und Vermögensverteilung (Vorschlag Bündnis 90/Die Grünen, 1990)[11]
- Erhaltung und Verbesserung der natürlichen Lebensgrundlagen, Erleichterung des wirtschaftlichen Strukturwandels, Abbau des regionalen Wirtschaftsgefälles, gleichmäßigere Einkommens- und Vermögensverteilung und vorsorgender Verbraucherschutz (Vorschlag SPD, 1991)[12]

- Wohlstand und ökonomische Nachhaltigkeit, Nachhaltigkeit/Zukunftsfähigkeit der Staatstätigkeit und der Staatsfinanzen, Soziale Nachhaltigkeit, Ökologische Nachhaltigkeit („Neues Magisches Viereck“)[10]

Sie beabsichtigen mit der Ausweitung oder Neudefinition der Ziele eine Veränderung des wirtschaftspolitischen Debattenfokus anzustoßen, sodass Aspekte der ökologischen und soziale |sozialen Nachhaltigkeit gleichgewichtet mit der ökonomischen Nachhaltigkeit in die Entscheidungsfindungsprozesse politischer Entscheidungsträger einfließen. An diese Absicht anknüpfend stehen die Forderungen, das Gesetz umzubenennen in
- Gesetz für eine ökologisch-soziale Wirtschaft (Förderung der umwelt- und sozialverträglichen Entwicklung der Wirtschaft – GösW)[11]
- Stabilitäts- und Wohlstandsgesetz[10]
- Wohlstands- und Nachhaltigkeitsgesetz[13]
- Stabilitäts- und Nachhaltigkeitsgesetz.[14]

Reformkritiker sehen die Forderung nach der rechtlichen Verankerung ökologischer und sozialer Nachhaltigkeit vor den Herausforderungen der aktuellen wirtschaftspolitischen Situation als gerechtfertigt an. Sie sind jedoch der Meinung, dass soziale und ökologische Ungleichheiten nicht über ein beschleunigtes Umsetzungsverfahren zu beseitigen wären. Die hiermit assoziierten Ziele der sozialen und ökologischen Nachhaltigkeit seien nur langfristig und erst nach ausgiebigem Diskurs zu erreichen. Sie schlagen daher vor, diese Ziele über ein reguläres Gesetzgebungsverfahren zu sichern und das StabG in seiner aktuellen Form zu belassen. Auch betonen die Reformkritiker, dass die im StabG festgelegten Instrumente für eine Erweiterung des Zielkanons, wie ihn die Reformbefürworter fordern, völlig unzureichend seien.

### Diskussion um Zielkonflikte
Dem magischen Viereck, das sich aus den vier Zielen des StabG zusammensetzt, wird ein implizierter Zielkonflikt zugeschrieben. Nicht alle Ziele seien gleichzeitig erreichbar, wie es die Entwicklung der wirtschaftlichen Situation in der BRD in den vergangenen Jahren gezeigt hätte.
Dem entgegen halten Wirtschaftsexperten, dass die Zielkonflikte nicht zwingend existent sind, vielmehr würden sie sich durch mangelhafte Zusammenarbeit der Geld-/Währungs-, Fiskal- und Lohnpolitik ergeben. Sie belegen dies mit der These, dass insbesondere in den Nachkriegsdekaden sich alle Zielgrößen in Deutschland gleichzeitig positiv entwickelt hätten und es auch Phasen gegeben hätte, in denen viele Ziele gleichzeitig verletzt gewesen wären, wie in den beiden Folgedekaden der Ölpreiskrisen 1974/75 und 1981/1983.
Die Reformbefürworter unterstellen den Entscheidungsträger außerdem diese Konflikte und ihre Zielpriorisierung nicht transparent genug zu gestalten und zu kommunizieren. Ein hohes BIP und eine hohe Beschäftigungsquote zu erreichen stehe beispielsweise in Konflikt mit der Erhaltung natürlicher Ressourcen, wenn die Entkopplung von Produktion und Ressourceneinsatz nicht gelingt. Solange Wirtschaften auf dem Einsatz natürlicher Ressourcen basieren und nicht entkoppelt werden würde, sei es jedoch essentiell, diese Ressourcen zu bewahren.
Auf die Kritik, dass durch das StabG ein Konflikt hinsichtlich der Nutzung der natürlichen Ressourcen entsteht, der durch das Gesetz nicht geregelt wird, entgegnen die Reformkritiker, dass aus dem Gesetzestextes eine implizite Definition wirtschaftlicher Nachhaltigkeit hervorgehe, die bereits wesentliche Aspekte einer ganzheitlichen Wohlfahrtsbetrachtung abdecken würde. Die Reformbefürworter betonen hierauf, dass sich das Verständnis von Nachhaltigkeit seit Inkrafttreten des StabG weiter entwickelt habe und es nicht ausreichen würde, die Definition wirtschaftlicher Nachhaltigkeit als Basis einer ganzheitlichen Wohlfahrtsbetrachtung zu Grunde zu legen.

### Diskussion um Indikatorensystem
Die Kritik am Indikatorensystem richtet sich primär gegen die Verwendung des Bruttoinlandsprodukts als Indikator für den wirtschaftlichen Wohlstand oder die gesamtgesellschaftliche Wohlfahrt der Bundesrepublik Deutschland. Diese Kritik basiert auf der Tatsache, dass das BIP nur monetär bewertete Güter und Leistungen umfasst. Nicht abgedeckt werden unentgeltlich geleistete Arbeit, Ehrenamt oder der individuelle Gewinn an Freizeit. Auch produktionsbedingte Beeinträchtigungen der Umwelt und der menschlichen Gesundheit, sowie die Nutzung nicht erneuerbarer Rohstoffvorkommen gehen hierbei nicht als negative Größen in die Sozialprodukts- bzw. Wachstumsberechnung ein. Eine Verfolgung der quantitativen Ziele des StabG kann folglich zu einer Verschlechterung der gesamtgesellschaftlichen Wohlfahrt führen.
Daher fordern die Reformbefürworter die Ausweitung des Indikatorensystems um soziale und ökologische Aspekte wie beispielsweise die Anwendung des W³-Indikatorensatz, der 2013 im Abschlussbericht der Enquete-Kommission für „Wachstum, Wohlstand, Lebensqualität“ vorgestellt wurde. Dieser 10-teilige Indikatorensatz besteht aus dem BIP/Kopf, der Einkommensverteilung und den Staatsschulden als Indikatoren für materiellen Wohlstand, der Beschäftigungsquote, Bildungsabschluss, Lebenserwartung und der Weltbank-Indikator „Voice and Accountability“ als Indikatoren für Soziales und Teilhabe und den nationalen Überschüssen an Treibhausgasen und Stickstoff, sowie dem nationalen Vogelindex als Indikatoren für Ökologie. Die genannten Indikatoren dienen in dem Entwurf als Leitindikatoren, die von weiteren elf Hinweis- und Warnindikatoren ergänzt werden. Diese Indikatoren sollen auch die Zielkonflikte sichtbarer machen, die sich im Rahmen politischer Entscheidungen ergeben. Von den Entscheidungsträger wird verlangt, deutlich zu den Zielkonflikten und ihren Entscheidungen Stellung zu beziehen. Hiervon erhoffen sich die Reformbefürworter eine vielseitigere gesellschaftliche Debatte.
Die Reformkritiker sehen in einer Ausweitung der Indikatoren auf ein mehrdimensionales System bestehend aus Leit-, Hinweis- und Warnindikatoren das Risiko, dass die Ergebnisse an Transparenz, Kommunizierbarkeit, Alltagstauglichkeit und Validität verlieren. Eine Ausweitung würde eine zu hohe Komplexität schaffen, die Handlungsfähigkeit des Gesetzes einschränken und das StabG überfrachten. Insbesondere der soziale Indikator „Voice and Accountability“ des W3-Indikatorensystems sei auch Fachleuten nur schwer verständlich und erfordere zur Erfassung einen erheblichen institutionellen, personellen und finanziellen Aufwand.

### Diskussion um Koordinierungsverfahren und -institutionen
Ein weiterer Kritikpunkt der Reformbefürworter sind die Koordinierungsverfahren und -institutionen des StabG. Diese seien unzureichend was zu einer Uneindeutigkeit bei der Umsetzung des Gesetzes führen würde. So würden beispielsweise aktuelle Leistungsüberschüsse der BRD von ca. 9 % laut Gesetz Handlungen erfordern, die jedoch nicht vorgenommen würden. Sowohl der Konjunkturrat, als auch der Sachverständigenrat zur Begutachtung der gesamtwirtschaftlichen Entwicklung sollten nach Ansicht der Reformbefürworter gestärkt und erweitert werden. Sie schlagen daher vor, den Konjunkturrat um das Bundesministerium für Umwelt, Naturschutz und Reaktorsicherheit, das Bundesministerium für Arbeit und Soziales, das Umweltbundesamt, die Bundesagentur für Arbeit, die Deutsche Bundesbank und das Bundeskartellamt zu erweitern. Der Sachverständigenrat sollte ihrer Meinung nach um Mitglieder, aus dem Bereich der Umweltökonomie oder Umweltexperten aufgestockt, oder durch einen zweiten Sachverständigenrates, der sich mit ökologischer Nachhaltigkeit befasst, ergänzt werden.

### Geschichtlicher Abriss der wirtschaftspolitischen Debatte
Die Argumente von Reformbefürwortern und -kritikern finden sich auch in der Historie der wirtschaftspolitischen Debatte in den Jahren von 1990 bis heute wieder.

#### Gesetzentwurf für eine ökologisch-soziale Wirtschaft (1990)
Im Jahr 1990 legten Abgeordnete von Bündnis 90/Die Grünen den Entwurf eines Gesetzes für eine ökologisch-soziale Wirtschaft (Förderung der umwelt- und sozialverträglichen Entwicklung der Wirtschaft – GösW) vor, der das StabG ablösen sollte. Sie sahen im StabG die Gewichtung einer wachstumsfixierten Wirtschaftspolitik festgelegt, in der Umweltpolitik nur eine nachgeordnete Rolle einnehme. Wachstumsfixierte Wirtschaftspolitik, so die Argumentation trage jedoch maßgeblich zur Umweltzerstörung und damit zur Zerstörung der Wirtschaftsgrundlagen bei. Da die modernen ökologischen, wirtschaftlichen und sozialen Herausforderungen auf der Grundlage des StabG nicht gelöst werden könnten, forderten sie die Ablösung des Gesetzes. Das von ihnen vorgeschlagene neue Gesetz für eine ökologisch-soziale Wirtschaft sollte Abhilfe schaffen. Übergreifendes Ziel sei die Ökologisierung der Wirtschaftspolitik mit den Unterzielen: Bewahrung oder Wiederherstellung der ökologischen Grundlagen des Wirtschaftens (ökologisches Gleichgewicht), Erwerbsarbeit für alle bei gleicher Teilhabe von Frauen und Männern, Preisniveaustabilisierung, außenwirtschaftliches Gleichgewicht, gleichmäßigere Einkommens- und Vermögensverteilung. Im Rahmen dieses Gesetzesentwurfs für die gesamtwirtschaftlichen Ziele entfällt das Ziel des angemessenen und stetigen Wirtschaftswachstums.
Über diesen Gesetzesentwurf wurde kein Beschluss getroffen.

#### Antrag zur Novellierung des StabG (1991)
Im 1991 von den Abgeordneten der SPD eingebrachten Antrag zur Änderung des Gesetzes zur Förderung der Stabilität und der Wirtschaft an die neuen ökologischen, sozialen und wirtschaftlichen Anforderungen stellten diese eine Diskrepanz fest zwischen den Zielen des Gesetzes und den damals gegenwärtigen und absehbaren wirtschaftlichen Anforderungen an eine moderne staatliche Wirtschaftspolitik. Sie sahen wesentliche wirtschafts- und gesellschaftspolitische Ziele, wie z. B. den Schutz der Umwelt und der Verbraucher, eine gerechte Vermögens- und Einkommensverteilung oder die Erleichterung des Strukturwandels nicht abgedeckt. Außerdem kritisierten sie in dem Antrag eine Überbewertung des Wachstumsziels und die Anwendung des Bruttoinlandsproduktes als Indikator. Ihrer Meinung nach sei das |BIP nicht mit wirtschaftlichem Wohlstand oder gesamtgesellschaftlicher Wohlfahrt gleichzusetzen, da es nur monetär bewertete Güter und Leistungen umfasst. Nicht abgedeckt werden unentgeltlich geleistete Arbeit, Ehrenamt oder der individuelle Gewinn an Freizeit. Auch produktionsbedingte Beeinträchtigungen der Umwelt und der menschlichen Gesundheit, sowie die Nutzung nicht erneuerbarer Rohstoffvorkommen gehen hierbei nicht als negative Größen in die Sozialprodukts- bzw. Wachstumsberechnung ein. Daneben sehen sie in den Folgen der Anwendung des Gesetzes in den 70er Jahren die Grenzen der in dem Gesetz festgehaltenen Maßnahmen der antizyklischen Konjunkturpolitik aufgezeigt. Die Abgeordneten der SPD fordern aus diesen Gründen im genannten Antrag die Novellierung des StabG. Die Novellierung sollte eine Erweiterung des bestehenden Zielkatalogs um die gesamtwirtschaftlichen und ökologischen Ziele Erhaltung und Verbesserung der natürlichen Lebensgrundlagen, Erleichterung des wirtschaftlichen Strukturwandels, Abbau des regionalen Wirtschaftsgefälles, gleichmäßigere Einkommens- und Vermögensverteilung und vorsorgender Verbraucherschutz umfassen. Außerdem fordern sie eine Stärkung und Erweiterung des Konjunkturrates um das Bundesministerium für Umwelt, Naturschutz und Reaktorsicherheit, das Bundesministerium für Arbeit und Sozialordnung, das Umweltbundesamt, die Bundesanstalt für Arbeit, die Deutsche Bundesbank und das Bundeskartellamt. Diese Forderung fußt auf der Kritik, dass die im Stabilitäts- und Wachstumsgesetz festgelegten Koordinierungsverfahren und -institutionen sich als unzureichend erwiesen hätten und wirtschaftlich relevante Maßnahmen der verschiedenen Bundesressorts nicht oder nur mangelhaft aufeinander abgestimmt und sich deshalb in ihrer Wirksamkeit gegenseitig schwächen würden.
Der Antrag der SPD auf Änderung des StabG wurde 1993 abgelehnt.

#### Enquete-Kommission „Wachstum, Wohlstand, Lebensqualität“ (2010–2013)
Die Kritik am BIP als unzureichenden Indikator für Wohlstand und Fortschritt verfestigte sich in der politischen Debatte. Insbesondere in Folge der globalen Finanzmarktkrise 2009 richtete sich das Interesse nicht mehr nur auf die Entstehung und die Höhe von BIP, Einkommen und Vermögen, sondern auch auf dessen ungleiche Verteilung. Ungleiche Einkommens- und Vermögensverteilung wurde als eine Ursache wirtschaftlicher Krisen manifestiert, die nicht durch das BIP als Indikator erkenntlich gemacht werden konnte. Die Ziele des StabG und damit die Ziele der deutschen Wirtschaft konnten eingehalten und verfolgt werden und zeitgleich eine wirtschaftliche Krise verursacht werden.
Auf Antrag der Fraktionen von CDU/CSU, SPD, FDP und Bündnis 90/Die Grünen wurde daher 2010 die Enquete-Kommission „Wachstum, Wohlstand, Lebensqualität – Wege zu nachhaltigem Wirtschaften und gesellschaftlichem Fortschritt in der Sozialen Marktwirtschaft“ eingesetzt.
Ziel der Kommission war es, einen Indikatorenkatalog zu entwickeln, der Wohlstand und Fortschritt abbilden würde und dabei anders als das BIP neben materiellen Werten auch soziale und ökologische Dimensionen wie soziale Inklusion, Bildungschancen und Umweltgüter miteinbeziehen sollte. 2013 beendete die Enquete-Kommission ihr Arbeit und legte einen Schlussbericht vor. In diesem Schlussbericht hielt sie unter anderem fest, dass das Wirtschaftswachstum keine hinreichende Bedingung für Wohlstand und Lebensqualität ist. Darauf aufbauend entwickelte die Kommission die W³-Indikatoren, einen 10- teiligen Indikatorensatz zur Messung von materiellem Wohlstand (BIP/Kopf, Einkommensverteilung und die Staatsschulden), Sozialem/Teilhabe (Beschäftigung, Bildung, Gesundheit und Freiheit) und Ökologie (Treibhausgase, Stickstoff und Artenvielfalt). Die Kommission spricht in ihrem Bericht die Empfehlung an die Bundesregierung aus, die W³-Indikatoren als neues Wohlstands- und Fortschrittsmaß zu etablieren.

#### Studie der Friedrich-Ebert-Stiftung zur Entwicklung eines neuen sozial-ökologischen Regulierungsrahmens (2012)
Im Jahr 2012 veröffentlichte die Friedrich-Ebert-Stiftung eine Studie zur Entwicklung eines neuen sozial-ökologischen Regulierungsrahmens, die von Sebastian Dullien von der Hochschule für Technik und Wirtschaft (HTW, Berlin) und Till van Treeck vom Institut für Makroökonomie und Konjunkturforschung (IMK, Düsseldorf) vergeben hatte.
Die Studie hatte zwei Ziele. Zum einen sollte sie den neuen Regulierungsrahmen transparent und verständlich aufarbeiten, sodass er vielen Menschen zugänglich sei. Gleichzeitig sollte die Ausarbeitung so differenziert und handhabbar sein, dass eine Umgestaltung der Wirtschaftspolitik hierauf aufbauend möglich sei.
In dieser Studie wurde aufbauend auf der Grundbedingung, dass die Erhöhung der gesamtgesellschaftlichen Wohlfahrt das Endziel allen wirtschaftspolitischen Handelns sein solle, die Ausgangssituation der deutschen Wirtschaftspolitik und die Stellung des StabG diskutiert und hierauf aufbauen ein neues magisches Viereck entwickelt mit den Zielen:
- Wohlstand und ökonomische Nachhaltigkeit,
- Nachhaltigkeit/Zukunftsfähigkeit der Staatstätigkeit und der Staatsfinanzen,
- Soziale Nachhaltigkeit,
- Ökologische Nachhaltigkeit.[15]

Insbesondere kritisieren die Autoren die Reduzierung der wirtschaftlichen Debatte auf die Entwicklung der Staatsverschuldung. Diese Reduzierung, die durch die Verankerung der Schuldenbremse entstehen würde, führe dazu, dass andere wichtige Themen im Vorfeld von Entscheidungen nicht ausreichend beachtet und mitdiskutiert werden würden. Eine Fokussierung auf die Staatsfinanzen und den Verschuldungsgrad der BRD führe dazu, dass notwendige Abwägungen zwischen unterschiedlichen, sich zum Teil widersprechenden ökonomischen, sozialen und ökologischen Dimensionen der Wohlfahrt bereits im Vorfeld eine Priorisierung erhalten würden. Eine Politik, die sich der Erfüllung des Wachstums- und Defizitziels konzentriere, wirke dadurch attraktiver, obwohl sie Schäden für die soziale und ökologische Bereiche nach sich ziehen könne. Auf dieser Kritik aufbauend entwickeln die Autoren im Rahmen der Studie das oben genannte neue magische Viereck.

#### Erstmalige Überprüfung der Wirksamkeit und Ziele des StabG (2013–2015)
2013 kündigte die große Koalition von CDU/CSU und SPD erstmals die Überprüfung des StabG in Kooperation mit dem Sachverständigenrat zur Begutachtung der gesamtwirtschaftlichen Entwicklung für an. Geprüft werden sollte, ob das zu dem Zeitpunkt bereits 50 Jahre bestehende Gesetz noch zielführend zu einer positiven Entwicklung der Wirtschaft beiträgt. Außerdem sollte der Handlungsspielraum der Instrumente im Hinblick auf aktuellere wirtschaftspolitische Herausforderungen wie demographischen Wandel, Globalisierung, Digitalisierung und Ressourcenknappheit überprüft werden.
Der Sachverständigenrat veröffentlichte im Dezember 2015 hierzu einen Bericht zur Überprüfung, indem er festhält, dass er keine Notwendigkeit einer Reform des StabG in Folge der Überprüfung sieht. In dem Bericht wird eingehend die Diskussion um eine Reform des Gesetzes zusammengefasst. Anschließend thematisiert er die ursprüngliche Zielsetzung des StabG, die Instrumente und deren Wirksamkeit, die historische Erfahrung mit der Anwendung des Gesetzes und abschließend die Möglichkeit und Notwendigkeit einer Reform des Gesetzes zu diskutieren.
Im Bericht wird argumentiert, dass die ursprüngliche Intention des StabG nicht gewesen sei, einen umfassenden Zielkatalog für die gesamte Wirtschaftspolitik festzulegen, sondern dass das Hauptanliegen des Gesetzes gewesen sei, einen Rahmen zu schaffen, um eine schnelle Umsetzung konjunkturpolitischer Maßnahmen zu ermöglichen. Eine Ausweitung des Zielkatalogs sei nicht sinnvoll, da die Instrumente nicht dienlich seien, um soziale und ökologische Ziele zu erreichen. Auch eine Erweiterung der Instrumente sei nicht praktikabel, da es nicht möglich sei, konkrete Maßnahmen zur Erreichung dieser Ziele zu benennen. Würde man auf die Erweiterung der Instrumente verzichten, erhielte man jedoch ein Gesetz, dessen Ziele und Instrumente nicht aufeinander abgestimmt seien.
Der Bericht des Sachverständigenrates zur Begutachtung der gesamtwirtschaftlichen Entwicklung und dessen Argumente wurden nach der Veröffentlichung unter anderem im Wirtschaftsdienst, einer deutschen Zeitschrift für Wirtschaftspolitik, kontrovers diskutiert. An der Diskussion waren Mitwirkende des Berichts (Henrike Michaelis, Steffen Elstner, Christoph M. Schmidt) und die Autoren der Studie der Friedrich-Ebert-Stiftung zur Entwicklung eines neuen sozial-ökologischen Regulierungsrahmens (Sebastian Dullien, Till van Treeck) beteiligt.